# Mesoleius dumeticola
Mesoleius dumeticola är en stekelart som beskrevs av Teunissen 1945. Mesoleius dumeticola ingår i släktet Mesoleius och familjen brokparasitsteklar. Inga underarter finns listade i Catalogue of Life.